# Maï Komboroua
Maï Komboroua (auch: Maïkombaraoua, Maïkombarawa, Maïkombarwa, Maïkonbaroua, Maykoumbarwa) ist ein Dorf in der Landgemeinde Tirmini in Niger.

## Geographie
Das Dorf befindet sich rund 37 Kilometer nordwestlich des Hauptorts Tirmini der gleichnamigen Landgemeinde, die zum Departement Takeita in der Region Zinder gehört. Zu den Siedlungen in der näheren Umgebung von Maï Komboroua zählen In Yélwa im Nordwesten, Bakin Birgi im Nordosten, Maguirami im Südosten und Gao Gayamba Saboua im Südwesten.
Es herrscht das Klima der Sahelzone vor, mit einer durchschnittlichen jährlichen Niederschlagsmenge zwischen 300 und 400 mm.

## Bevölkerung
Bei der Volkszählung 2012 hatte Maï Komboroua 1621 Einwohner, die in 247 Haushalten lebten. Bei der Volkszählung 2001 betrug die Einwohnerzahl 1369 in 234 Haushalten und bei der Volkszählung 1988 belief sich die Einwohnerzahl auf 953 in 168 Haushalten.
Die Bevölkerungsdichte in diesem Gebiet ist mit über 100 Einwohnern je Quadratkilometer hoch.

## Wirtschaft und Infrastruktur
Das Gebiet der Ebenen im Süden der Region Zinder, in dem Maï Komboroua liegt, ist von einer anhaltenden Degradation der ackerbaulichen Flächen gekennzeichnet, die mit der hohen Bevölkerungsdichte in Zusammenhang steht. Eine Getreidebank wurde in den 1980er Jahren etabliert. Mit einem Centre de Santé Intégré (CSI) ist ein Gesundheitszentrum im Dorf vorhanden.